# Foredromia
Foredromia is een geslacht van kreeftachtigen uit de klasse van de Malacostraca (hogere kreeftachtigen).

## Soort
- Foredromia rostrata McLay, 2002